# Wilhelminapark (Breda)

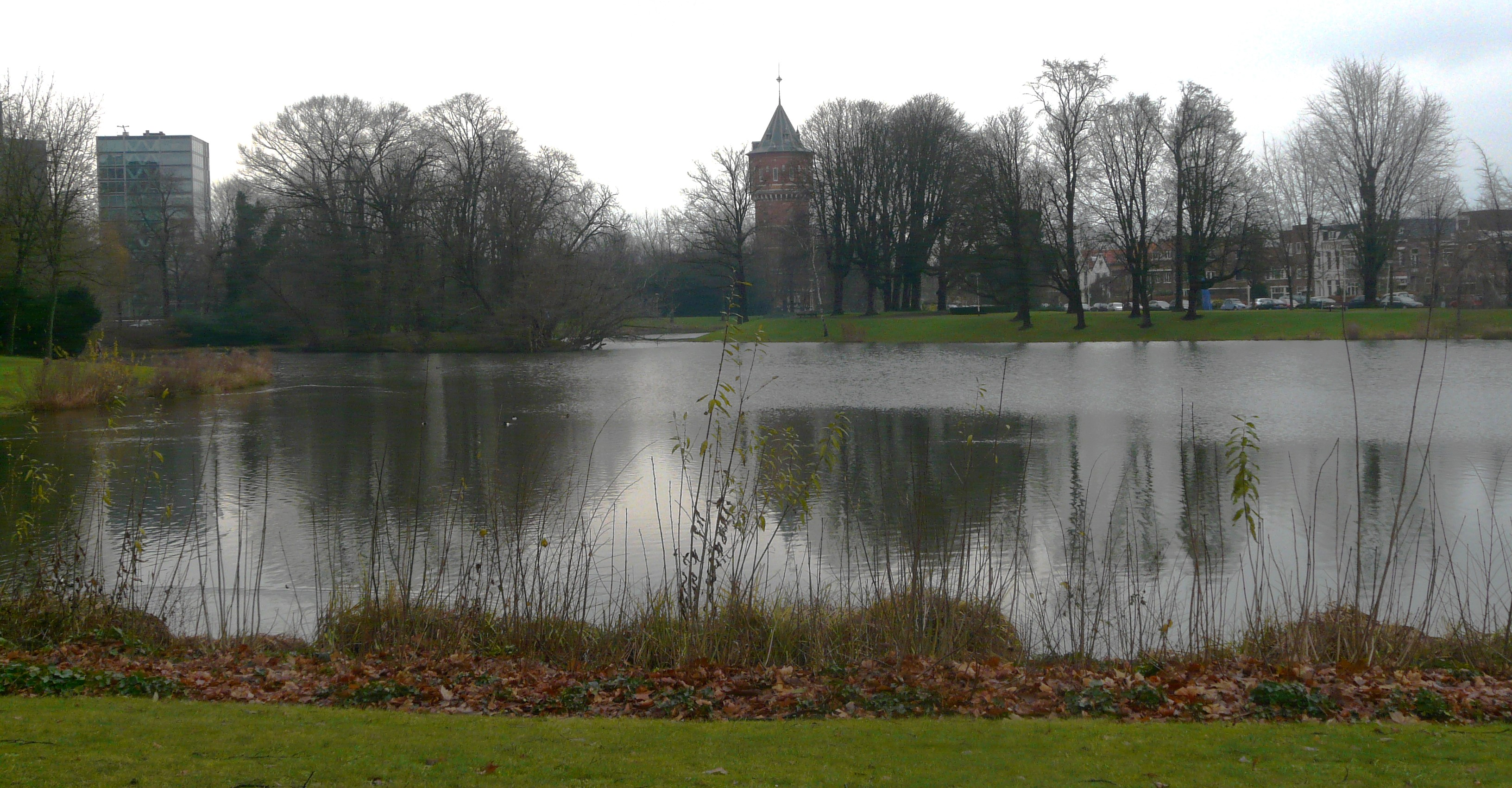
Wilhelminapark met de watertoren

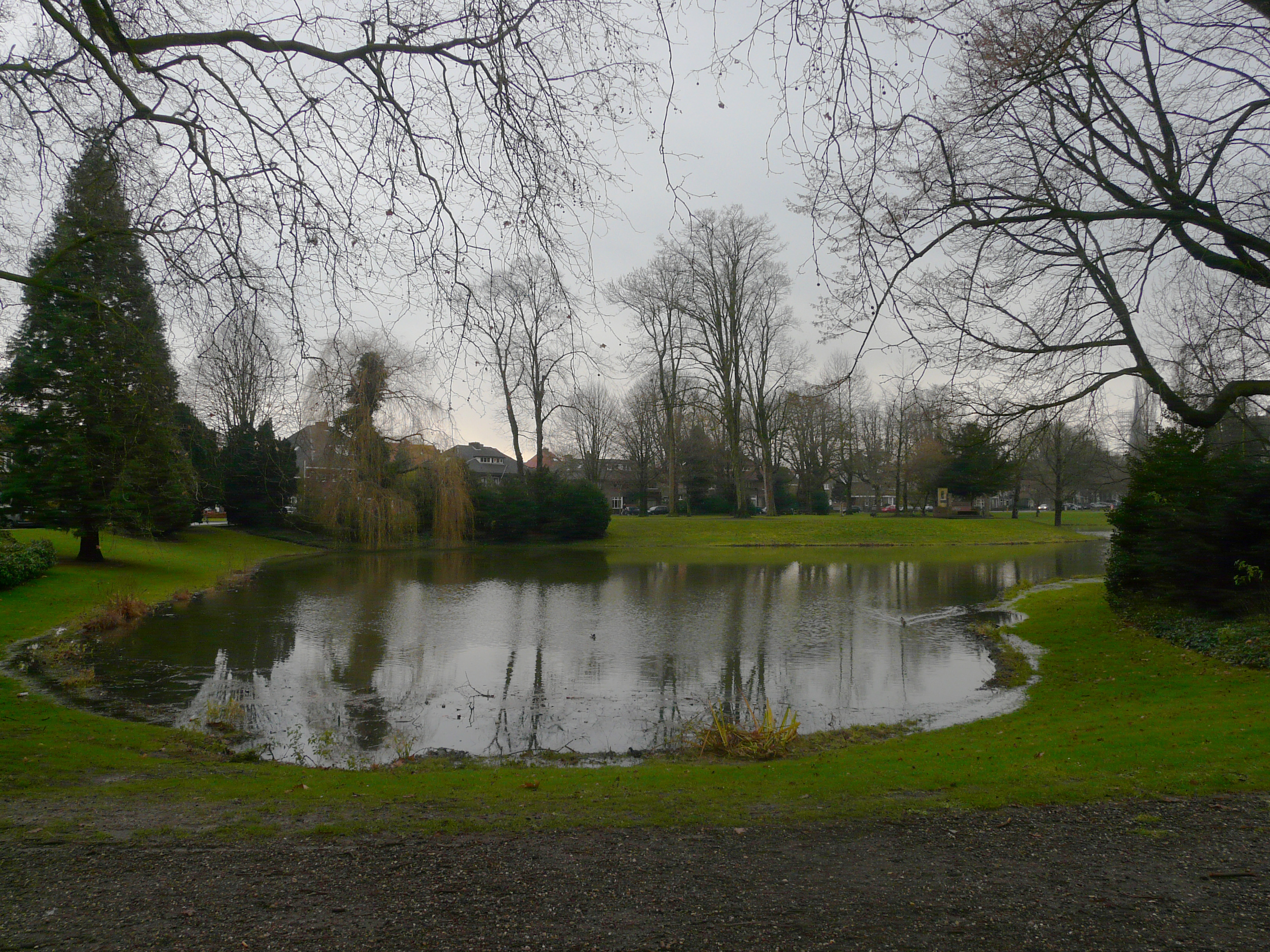

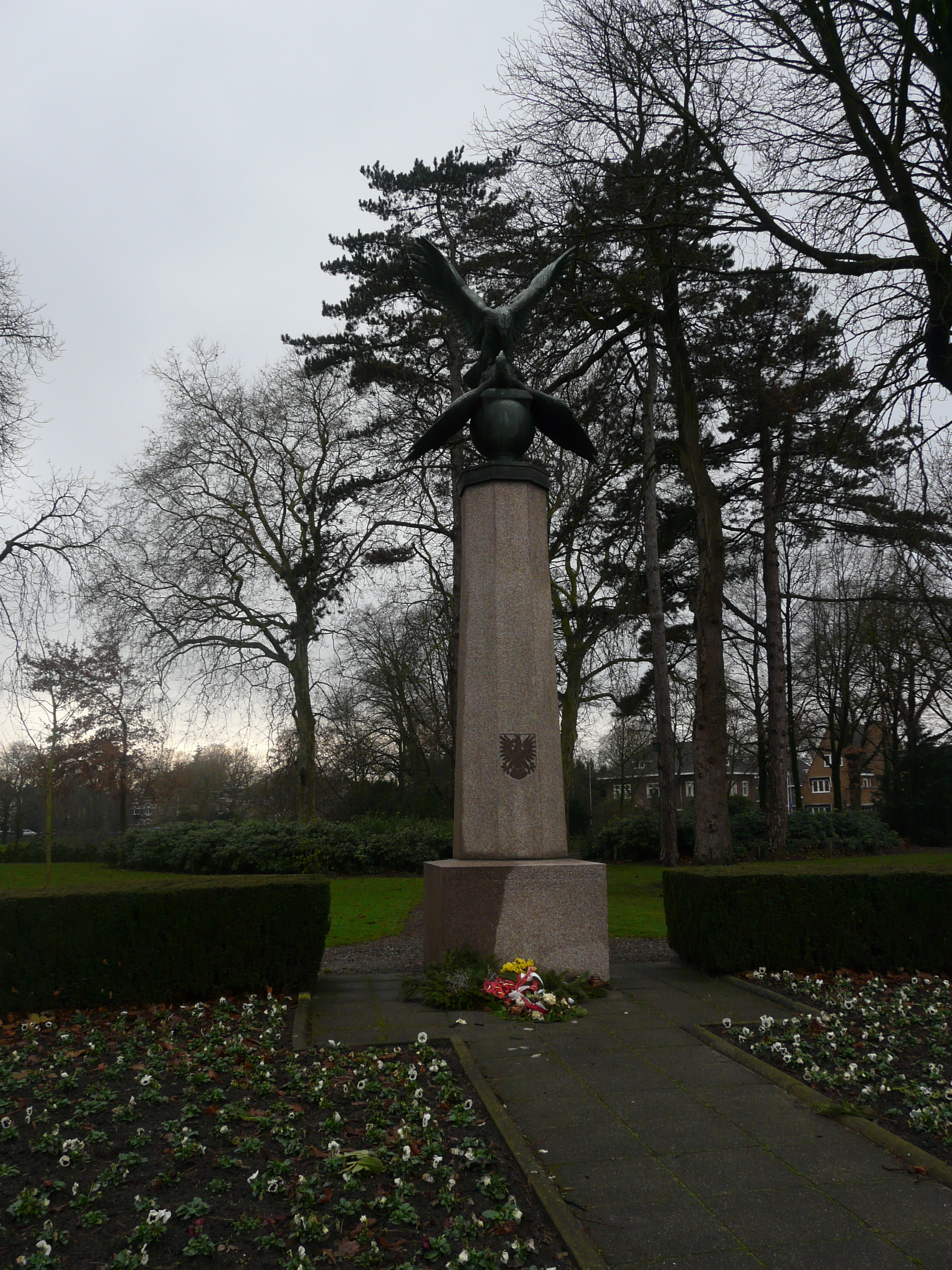
Pools Oorlogsmonument bij het Wilhelminapark

Wilhelminapark is een park in de wijk Zandberg in de Nederlandse stad Breda.
Het park is gelegen langs de Wilhelminasingel, niet ver van Breda Centrum, en bestaat uit twee stukken met aan iedere kant een vijver. Het park wordt gescheiden door de straat Wilhelminapark. Dichtbij staat een van de twee watertorens van Breda en het Onze Lieve Vrouwelyceum.

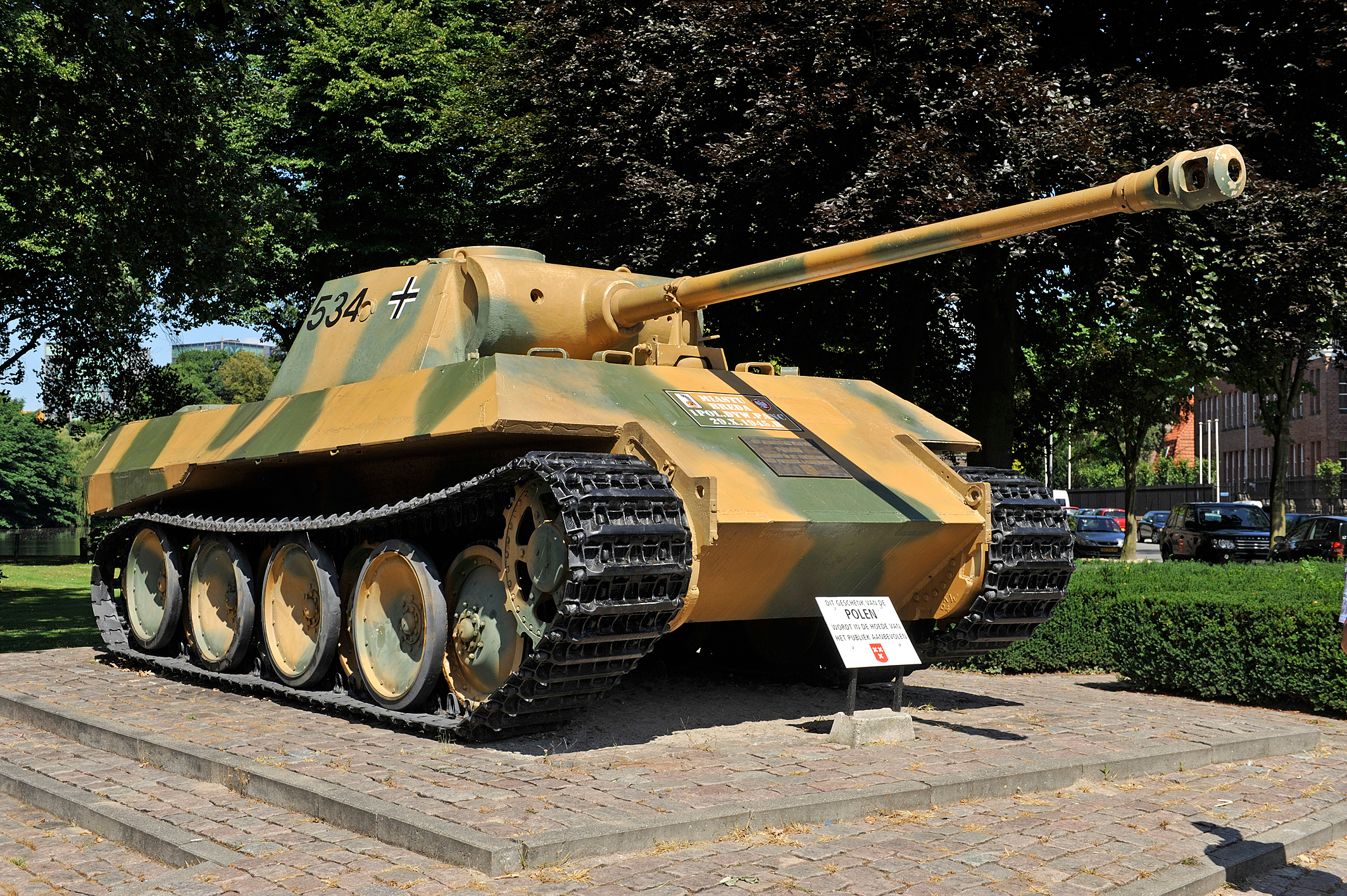
Panzerkampfwagen V in het Wilhelminapark

Bij de ingang van het linker gedeelte staat een Pools oorlogsmonument, gemaakt door Bon Ingen-Housz en onthuld op 29 oktober 1949, 5 jaar na de bevrijding van de stad. Aan de andere kant staat een Duitse Panthertank die door de generaal Stanisław Maczek een jaar na de bevrijding van Breda op 29 oktober 1945 aan de stad werd geschonken. De tank was buitgemaakt op het proefterrein van Krupp in Meppen door zijn 1ste Poolse Pantserdivisie. In 2003/2004 is hij gerestaureerd en weersbestendiger gemaakt. Sinds 2011 staat er ook een monument voor de in de oorlog 118 weggevoerde Bredase Joden.